# 글래스고
글래스고(영어: Glasgow, 스코틀랜드 게일어: Glaschu 글라스후, 스코트어: Glesca)는 스코틀랜드 최대의 항구 도시로 면적은 175.5km2, 인구는 612,040명(2016년 기준), 인구 밀도는 3,298명/km2이다. 2016년 조사 기준의 도시 인구가 612,040명으로, 영국 본토 내에서 세 번째로 큰 도시이다. 이 도시 출신 사람들을 글래스위전(Glaswegians)이라 부른다.
글래스고는 19세기 말에서 20세기 초에 인구가 1백만 명 이상 되는 도시로 성장해 1960년대까지 100만 명 이상이 거주했으나, 이후 감소해서 596,550명(2013년)이 되었다. 영국에서 런던과 에든버러 다음으로 3번째로 관광객이 많은 도시로, 연간 300만 명의 관광객이 이 도시를 찾는다.

## 역사
고대부터 클라이드 강 유역에 마을이 형성되었다. 로마 제국 시대에는 켈트인, 픽트인이 거주했으며 브리타니아와 칼레도니아 사이에 요새가 건립되었다.
12세기에는 글래스고 대성당이 건립되었으며 1451년에는 글래스고 대학교가 설립되었다. 16세기에는 클라이드 강을 통한 무역이 전개되었는데 아메리카 대륙에서 생산된 담배, 카리브해에서 생산된 사탕 등 여러 물품이 이 곳을 통해 영국에 전해졌다.
스코틀랜드 계몽주의가 이 곳과 에든버러를 중심으로 형성되었으며, 글래스고는 혁신적이며 실용적이라는 두 개의 수식어의 대표격으로 현대문명에 크나큰 기여를 한 도시로 뽑힌다.
산업 혁명 시대에는 랭커셔주에서 채굴된 석탄, 철광석을 통해 공업화가 전개되었는데 글래스고는 면직물 산업, 해운업, 조선업의 중심지로 여겨졌다.
증기기관을 발명한 제임스 와트는 이 곳에서 자신의 사업을 시작하였다.

## 지리 및 기후
글래스고는 중서부 스코틀랜드의 클라이드 강 유역에 위치해 있다.
| 글래스고 (페이즐리)의 기후                                     | 글래스고 (페이즐리)의 기후 | 글래스고 (페이즐리)의 기후 | 글래스고 (페이즐리)의 기후 | 글래스고 (페이즐리)의 기후 | 글래스고 (페이즐리)의 기후 | 글래스고 (페이즐리)의 기후 | 글래스고 (페이즐리)의 기후 | 글래스고 (페이즐리)의 기후 | 글래스고 (페이즐리)의 기후 | 글래스고 (페이즐리)의 기후 | 글래스고 (페이즐리)의 기후 | 글래스고 (페이즐리)의 기후 | 글래스고 (페이즐리)의 기후 |
| 월                                                             | 1월                        | 2월                        | 3월                        | 4월                        | 5월                        | 6월                        | 7월                        | 8월                        | 9월                        | 10월                       | 11월                       | 12월                       | 연간                       |
| -------------------------------------------------------------- | -------------------------- | -------------------------- | -------------------------- | -------------------------- | -------------------------- | -------------------------- | -------------------------- | -------------------------- | -------------------------- | -------------------------- | -------------------------- | -------------------------- | -------------------------- |
| 역대 최고 기온 °C (°F)                                         | 13.5 (56.3)                | 14.4 (57.9)                | 17.2 (63.0)                | 24.4 (75.9)                | 26.5 (79.7)                | 29.6 (85.3)                | 30.0 (86.0)                | 31.0 (87.8)                | 26.7 (80.1)                | 22.8 (73.0)                | 17.7 (63.9)                | 14.1 (57.4)                | 31.0 (87.8)                |
| 일평균 최고 기온 °C (°F)                                       | 7.2 (45.0)                 | 7.8 (46.0)                 | 9.8 (49.6)                 | 13.0 (55.4)                | 16.1 (61.0)                | 18.4 (65.1)                | 19.8 (67.6)                | 19.3 (66.7)                | 16.7 (62.1)                | 13.0 (55.4)                | 9.6 (49.3)                 | 7.4 (45.3)                 | 13.2 (55.8)                |
| 일일 평균 기온 °C (°F)                                         | 4.6 (40.3)                 | 5.0 (41.0)                 | 6.5 (43.7)                 | 9.0 (48.2)                 | 11.8 (53.2)                | 14.3 (57.7)                | 15.9 (60.6)                | 15.6 (60.1)                | 13.3 (55.9)                | 9.9 (49.8)                 | 6.9 (44.4)                 | 4.7 (40.5)                 | 9.8 (49.6)                 |
| 일평균 최저 기온 °C (°F)                                       | 2.1 (35.8)                 | 2.2 (36.0)                 | 3.2 (37.8)                 | 5.1 (41.2)                 | 7.4 (45.3)                 | 10.3 (50.5)                | 12.1 (53.8)                | 11.9 (53.4)                | 9.9 (49.8)                 | 6.8 (44.2)                 | 4.2 (39.6)                 | 2.1 (35.8)                 | 6.5 (43.7)                 |
| 역대 최저 기온 °C (°F)                                         | −14.8 (5.4)                | −7.5 (18.5)                | −8.3 (17.1)                | −4.4 (24.1)                | −1.1 (30.0)                | 1.5 (34.7)                 | 3.9 (39.0)                 | 2.2 (36.0)                 | −0.2 (31.6)                | −3.5 (25.7)                | −6.8 (19.8)                | −14.5 (5.9)                | −14.8 (5.4)                |
| 평균 강수량 mm (인치)                                          | 146.4 (5.76)               | 115.2 (4.54)               | 97.4 (3.83)                | 66.1 (2.60)                | 68.8 (2.71)                | 67.8 (2.67)                | 82.9 (3.26)                | 94.8 (3.73)                | 98.4 (3.87)                | 131.8 (5.19)               | 131.8 (5.19)               | 161.4 (6.35)               | 1,262.8 (49.72)            |
| 평균 강수일수 (≥ 1.0 mm)                                       | 17.7                       | 14.7                       | 13.8                       | 12.3                       | 12.1                       | 12.1                       | 13.3                       | 13.9                       | 13.9                       | 16.2                       | 17.3                       | 16.9                       | 174.3                      |
| 평균 월간 일조시간                                             | 38.6                       | 67.3                       | 104.3                      | 141.4                      | 186.8                      | 155.6                      | 151.5                      | 145.5                      | 114.6                      | 86.3                       | 53.9                       | 33.7                       | 1,279.6                    |
| 출처 1: 영국 기상청 (평년값: 1991년~2020년, 극값: 1959년~현재) |                            |                            |                            |                            |                            |                            |                            |                            |                            |                            |                            |                            |                            |
| 출처 2: 네덜란드 왕립 기상연구소                               |                            |                            |                            |                            |                            |                            |                            |                            |                            |                            |                            |                            |                            |

## 스포츠
글래스고는 스코틀랜드 프리미어리그의 축구팀인 셀틱 FC와 레인저스 FC의 연고지이며, 축구 경기장 셀틱 파크와 아이브록스 스타디움이 위치하고 있다. 셀틱과 글래스고 간의 더비 경기는 올드 펌이라고 부른다.

## 자매 도시
- 대한민국 천안시 (1985년)
- 러시아 로스토프나도누 (1986년)
- 중국 다롄시 (1997년)
- 쿠바 아바나 (2002년)
- 이탈리아 토리노 (2003년)
- 파키스탄 라호르 (2006년)
- 미국 샌디에이고 (2006년)
- 팔레스타인 자치 정부 베들레헴 (2007년)